# Mimudea lolatialis
Mimudea lolatialis là một loài bướm đêm trong họ Crambidae.